# 悬铃木科
悬铃木科（學名：Platanaceae），又名法國梧桐科，是真雙子葉植物山龍眼目的一個科，現存只有悬铃木属一個屬，包含大約10個物種，皆為喬木，生长在北半球温带和亚热带地区，其中法国梧桐在世界各地的城市中广为种植。
克朗奎斯特分类法将悬铃木科分入金缕梅目，2003年的APG II 分类法将其分入山龙眼目，认为可以和山龙眼科选择性地合并。

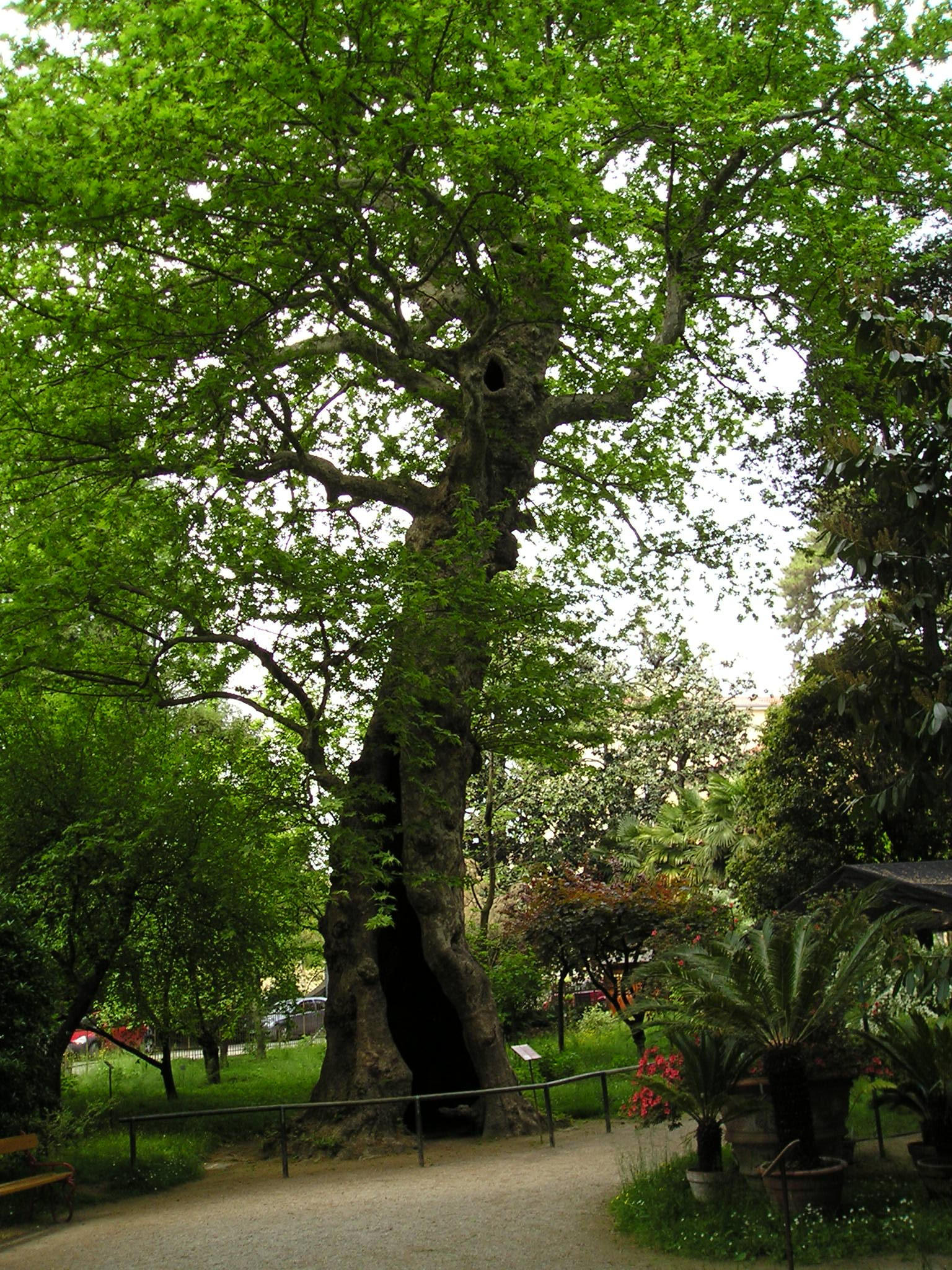
三球悬铃木